# Vançais
Vançais ist eine französische Gemeinde mit 225 Einwohnern (Stand 1. Januar 2022) im Département Deux-Sèvres in der Region Nouvelle-Aquitaine. Sie gehört zum Arrondissement Niort und zum Kanton Celles-sur-Belle.

## Geografie
Vançais befindet sich in der historischen Landschaft Poitou, etwa 38 Kilometer südwestlich der Stadt Poitiers. Die Gemeinde wird südlich vom Fluss Dive und nördlich vom Département Vienne begrenzt. Nachbargemeinden sind Chenay und Lezay im Westen, Sainte-Soline im Süden, Rom im Osten und Saint-Sauvant im Norden.

## Bevölkerungsentwicklung
| Jahr      | 1968 | 1975 | 1982 | 1990 | 1999 | 2006 | 2016 |
| Einwohner | 417  | 375  | 345  | 282  | 253  | 260  | 225  |

## Sehenswürdigkeiten
- Kirche Saint Martin aus dem 12. Jahrhundert – Monument historique[1]
- die Gemeinde verfügt über eine Vielzahl von alten Bauwerken, die ebenfalls als Kulturdenkmäler registriert sind.[2]
- Protestantische Kirche

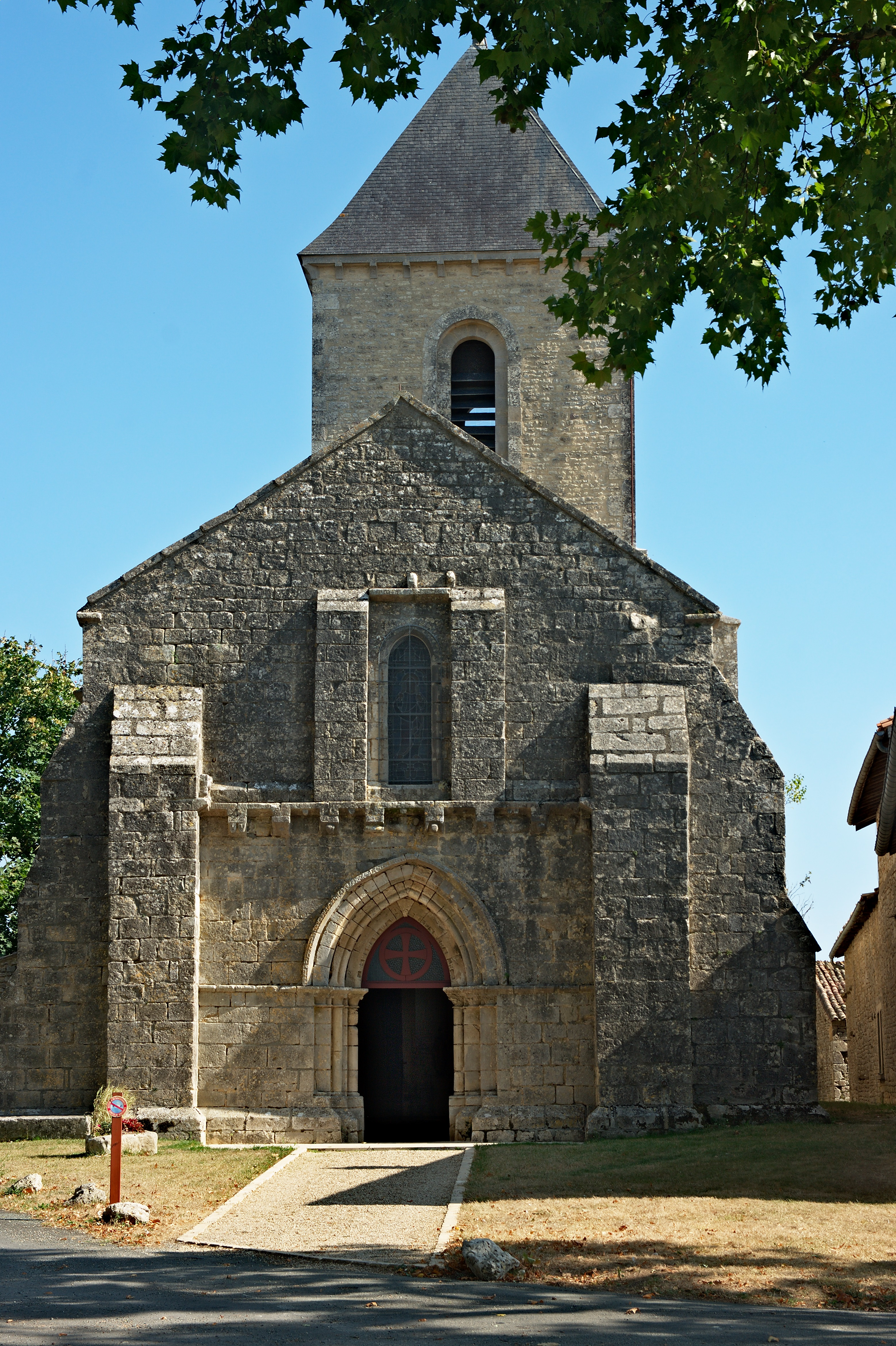
Kirche Saint-Martin
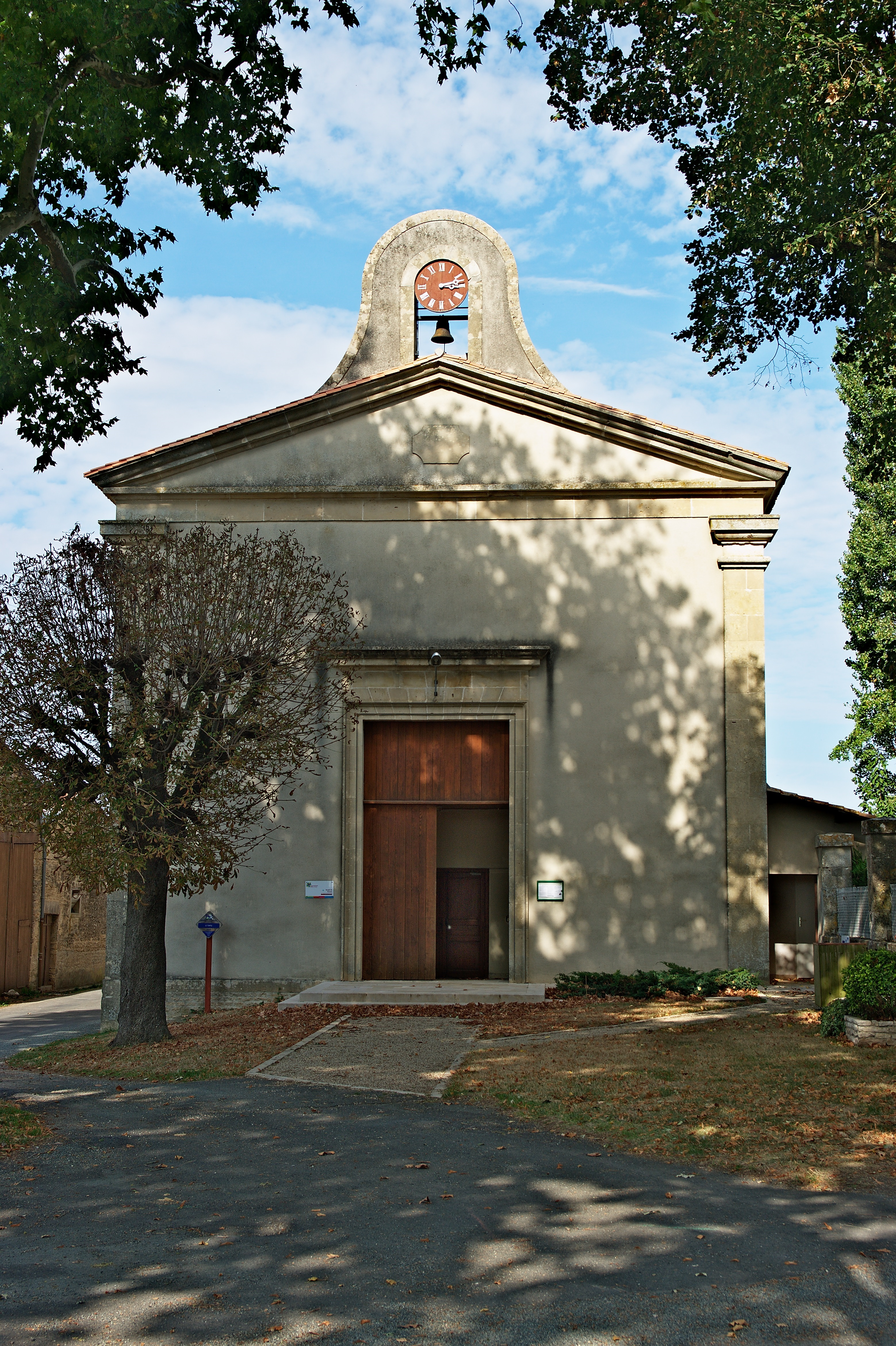
Protestantische Kirche